# Mia Malkova
Mia Malkova (Palm Springs, 1 juli 1992) is een Amerikaans pornoactrice.

## Carrière
Malkova werd aan de industrie geïntroduceerd door haar schoolvriendin en mede-actrice Natasha Malkova. Ook haar broer, Justin Hunt, is pornoacteur. Ze wordt vertegenwoordigd door Matrix Models.
In december 2012 werd ze uitgeroepen tot Twistys Treat of the Month en in het jaar daarop tot Twistys Treat of the Year. In 2014 won ze de AVN Best New Starlet Award.

## Films (selectie)
- Facial Cum Catchers 23 (2012)
- Halloween Bondage Treats (2012)
- Please Stop... I'm So Ticklish (2012)
- Sexy Secretaries in Bondage (2012)
- Mean Girls Tie Topless Babes (2012)
- The More You Struggle, the Harder I Tickle (2012)
- Cock Suckin' Cum Junkies (2012)
- Soft Soles, Tasty Toes (2013)
- New Feet for the New Year (2013)
- Girl Crush 3 (2013)
- Amateur Sailor Costume Cream Pie (Revised) 096 (2013)
- Girl Fever (2013)
- BLONDE IN YOKOHAMA Mia Kaede Cameron - Wonderful North European Beauty (2013)
- Foxxx N' Soxxx (2013)
- Meow! 3 (2013)
- Grab and Bind of Mia Malkova: The Abduction of Miss Apple Valley (2013)
- I Like You Bound and Gagged (2013)
- Hot Lesbian Love (2013)
- All Natural Glamour Solos IV (2013)
- 2 Chicks Same Time 17 (2014)
- Phat Ass White Girls: P.A.W.G. 10 (2014)
- Hot Spring Love - Reserving An Angel - The Cutest Bride In The Whole World - Mia - Kaede - Cameron a.k.a. Mia Malkova (2014)
- Mia's Simple Plan (2015)
- Lesbian Seductions Older/Younger 50 (2015)
- Mia Loves Girls (2015)
- Topless Models Bound for Domination (2015)
- Mia's Bondage Lesson (2015)
- Lesbian Analingus 7 (2015)
- League of Frankenstein (2015)
- Peter Pan XXX: An Axel Braun Parody (2015)
- Grab and Bind of Mia Malkova: Mia's Bondage Ghost (2016)
- Alexis Texas Loves Girls (2016)
- Project Pandora: A Psychosexual Lesbian Thriller (2016)
- The Riley Reid Experience (2016)
- We Gave a Blonde and Blue-Eyed JK a Taste of Refined and Hard Japanese-Style Penis! (2016)
- The Preacher's Daughter (2016)
- Pornochic 27: Superstars (2016)
- Rub, Lick and Suck My Wet Pussy 2 (2017)
- Big Wet Asses 27 (2018)
- Fuck Free or Die Hardcore – A XXX Parody (2018)
- Interracial Angels 2 (2018)
- Mia Is A Blowjob Addict (2018)
- Lipstick Lesbians (2019)
- Hot and Mean 18 (2019)
- Lesbian Kissing 2 (2019)
- Facialized 8 (2020)
- Housewife 1 on 1 Vol. 52 (2020)
- Mia Make Me Cum (2020)
- Mrs. Creampie 25989 (2020)
- Climax (2020)
- Girls Lovin Girls (2021)
- Mia Malkova: a Lovers Touch (2022)